# Добрава-об-Кркі
Добрава-об-Кркі (словен. Dobrava ob Krki) — поселення в общині Кршко, Споднєпосавський регіон, Словенія. Висота над рівнем моря: 171 м.